# 足利泰氏
足利泰氏（日语：／ Ashikaga Yasuuji，1216年—1270年5月31日）是日本鎌倉時代前期鎌倉幕府的御家人，父親是足利家第3任當主足利義氏，足利宗家第4任當主。

## 生涯
泰氏元服時獲鎌倉幕府第3任執權北條泰時賜予其名諱，改名泰氏。
嘉禎2年（1236年），泰氏獲任命為丹後守，翌年（1237年）擔任宮內少輔，成為鎌倉幕府第4任將軍藤原賴經的近臣。寶治合戰爆發直前，北條時賴的姊妹泰氏正室在寶治元年（1247年）3月2日死去。在經歷宮騷動和寶治合戰後，執權時賴強化得宗的專制統治，多數御家人的勢力均被削弱，但是泰氏父親義氏仍然作為幕府宿老而受到重用，但是在建長3年（1251年）12月，36歲的泰氏未經幕府許可自行決定出家，最終幕府沒收他在下總埴生莊（現千葉縣印旛郡內）以作懲罰，泰氏只好隱居足利的本領，其後亦再沒有參政。翌年3月，第5任將軍藤原賴嗣曾經強制要求泰氏返回京都，雖然推測與出家一事有關連，但是何以出家則原因不明，其父義氏在泰氏出家後仍然保持地位和所領，後來由泰氏之子足利賴氏繼承義氏的領地。
泰氏最初迎娶名越流北條氏的北條朝時之女為正室，並且先後誕下斯波家氏和澀川兼氏，但是後來迎娶得宗家的時氏之女後便改納其為正室，並且誕下賴氏等人，朝時之女則變成側室，原本很大機會繼承足利家的家氏則被廢嫡，及後成為尾張足利家，後來的斯波氏之祖，而賴氏則成為足利宗家嫡子。因此，在足利一門中，斯波氏的家格也相當高，其後泰氏與櫻井判官代俊光之女阿闍利亦誕下一色公深，公深後來從俊光手中取得三河國幡豆郡吉良莊（現愛知縣西尾市）的地頭職務，並且居住於吉良莊一色鄉（一色町），成為四職之一的一色氏之祖。
文永2年（1265年），泰氏建立了智光寺。在室町幕府建主前，足利氏在義氏和泰氏的年代的勢力最為強大，由於泰氏曾經召集足利一黨500人於足利氏的氏寺鑁阿寺的南大門，現在每年於該地均會舉行稱為節分鎧年越的活動。

## 子女
- 斯波家氏（日语：足利家氏）：長子，是管領斯波氏、奧州探題大崎氏（日语：大崎氏）、羽州探題最上氏和石橋氏（日语：石橋氏）家祖。
- 澀川兼氏（日语：渋川兼氏）：次子，是九州探題澀川氏（日语：渋川氏）和板倉氏（日语：板倉氏）家祖。
- 足利賴氏：三子，足利宗家第5任家督。
- 覺玄：伊豆走湯山密嚴院第4任別當。
- 直翁智侃：東福寺10世。
- 相義：宰相坊阿闍梨，藥師寺別當
- 石塔賴茂（日语：石塔頼茂）：四子，石塔氏（日语：石塔氏）家祖。
- 加古基氏（日语：加古基氏）：六子，加古氏（日语：加古氏）家祖。
- 一色公深（日语：一色公深）：七子，四職一色氏家祖。
- 上野義弁（日语：上野義弁）：上野氏（日语：上野氏）家祖。
- 覺海：伊豆走湯山密嚴院第5任別當。
- 小俁賢寶（日语：小俣賢宝）：小俁氏（日语：小俣氏）家祖。
- 賢弁：山崎法印

吉良滿氏正室

## 媒體形象
- 《北條時宗》（2001年NHK大河劇，演員：西岡德馬（日语：西岡徳馬））